# روستاموریان
روستاموریان (نام علمی: Agroecomyrmecinae) نام زیرخانواده‌ای از تیره مورچه است.